# فرانک اولنیک
فرانک اولنیک (انگلیسی: Frank Oleynick؛ زاده ۲۰ فوریهٔ ۱۹۵۵) یک ورزشکار اهل ایالات متحده آمریکا است. 